# Walls of Jericho
Walls of Jericho («Стены Иерихона») — американская музыкальная группа из Детройта, штат Мичиган, основанная в 1998 году.

## История группы
Группа Walls of Jericho была основана после распада двух детройтских групп. Первая из них называлась Earthmover и в ней на тот момент играли Майк Хасти (гитара) и Уэс Кили (ударные). Вторая — Universal Stomp, её участником был Аарон Руби (бас-гитара). Распад этих групп и побудил трёх друзей создать новую группу. В это время Кэндес Каксалэйн, до этого 2 года певшая в группе Apathemy, пришла на прослушивание в новый коллектив — так в сентябре 1998 года у новоявленной группы появились вокалистка и фронтмен в одном лице.
Первые несколько месяцев на месте второго гитариста играли знакомые музыкантов, пока они не пригласили на постоянное место своего близкого друга Криса Роусона. Имея в составе пять человек группа стала завоёвывать хардкор-сцену Детройта. Вскоре, в апреле 1999 года Walls of Jericho выпустили свой первый мини-альбома A Day and a Thousand Years. После продолжительного турне в поддержку своего диска, на Walls of Jericho обратили внимание лейблы Ferret Music и Trustkill Records. Группа подписала контракт с Trustkill и уже в декабре 1999 года на свет вышел первый студийный альбом The Bound Feed the Gagged.
Весь следующий год музыканты провели в турне и на фестивалях. После окончания очередного турне, барабанщик Уэс Кили заявил о том, что покидает группу дабы окончить учёбу в Сиэтле. На место Кили был взят бывший барабанщик Suicide Machines Дэрек Грант. Пять месяцев спустя и он заявил о своём уходе из группы. Выпустив свой пятый студийный альбом The American Dream в 2008, группа ушла на перерыв, а Кэндес сообщила, что переезжает к матери. 1 августа 2011 года у Кэндес родилась дочь Петси. После перерыва, группа дала выступление на Hellfest в 2012 году. Летом того же года вокалистка сообщила, что группа работает над новым материалом.

## Дискография

### Альбомы
- The Bound Feed the Gagged (1999)
- All Hail the Dead (2004)
- With Devils Amongst Us All (2006)
- The American Dream (2008)
- No One Can Save You From Yourself (2016)

### Мини-альбомы
- A Day and a Thousand Years (1999)
- From Hell (2006)
- Redemption (2008)

## Состав группы

### Текущий состав
- Кэндес Каксалэйн — вокал
- Крис Роусон — гитара
- Майк Хасти — гитара
- Аарон Рубин — бас-гитара
- Дастин Шоенхофер — ударные (с 2004)

### Бывшие участники
- Рич Тёрстон — гитара (2003)
- Уэс Кили — ударные (1998—2001)
- Дэрек Грант — ударные (2001)
- Алекс Родригес — ударные (2003—2004), (был барабанщиком на альбоме All Hail The Dead)